# Ongogni (république du Congo)
Pour les articles homonymes, voir Ongogni.
Ongogni est une localité de la république du Congo, chef-lieu du district homonyme, située dans la région des Plateaux au centre. La ville a été dotée en 2013 d'un lycée d'enseignement technique et agricole,.